# Colli Euganei (Wein)

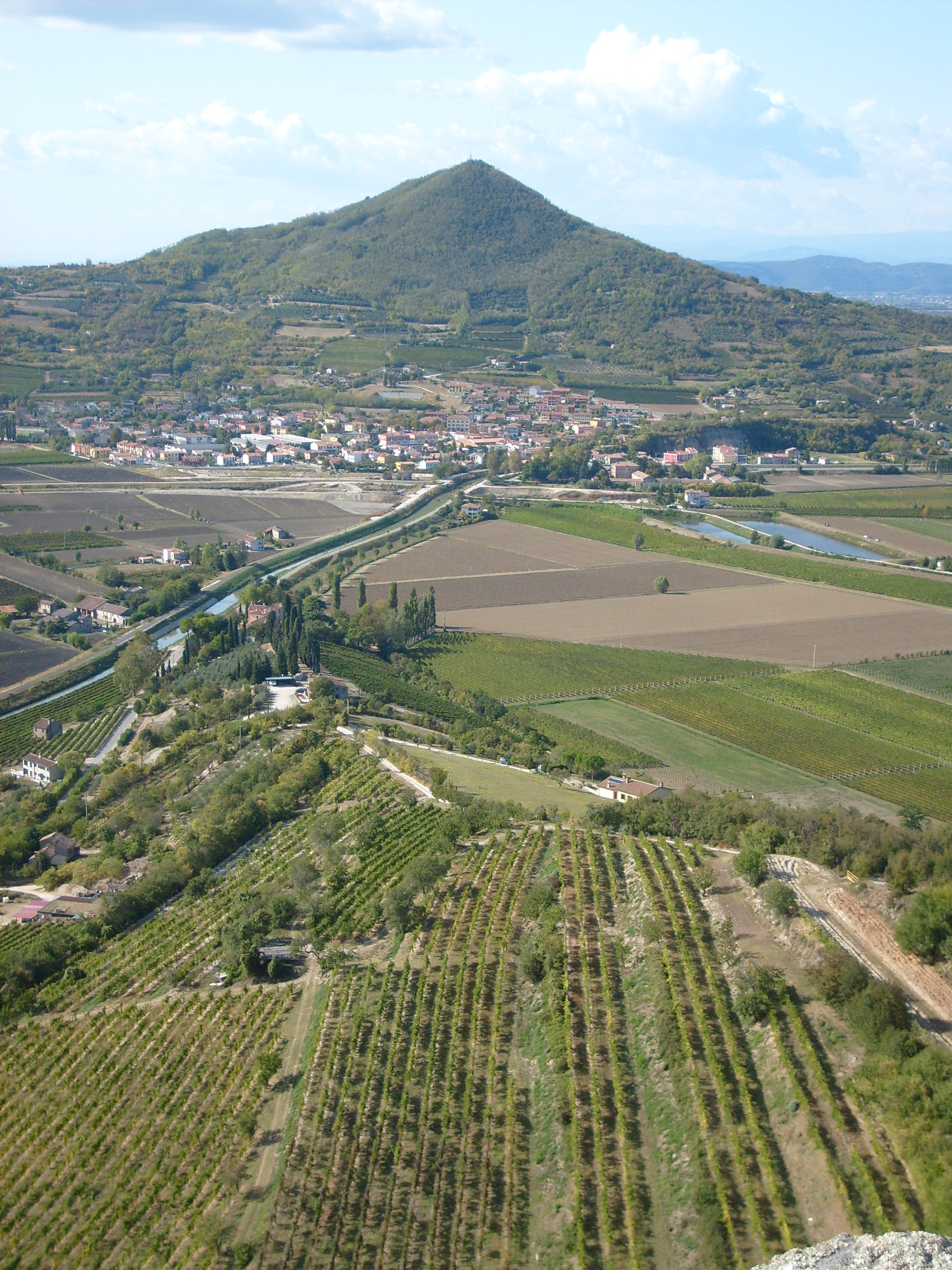
Weinbau am Fuße des Monte Lozzo

Die Colli Euganei (deutsch die „Euganeischen Hügel“) sind ein Weinbaugebiet in der Provinz Padua, Region Venetien, Italien. Das südwestlich von Padua gelegene Hügelgebiet genießt seit dem 18. August 1969 den Status einer Denominazione di origine controllata (kurz DOC). Die letzte Aktualisierung wurde am 7. März 2014 veröffentlicht.

## Anbaugebiet
Der Anbau und die Vinifikation dürfen in der Provinz Padua in folgenden Gesamtgemeinden durchgeführt werden: Arquà Petrarca, Galzignano Terme und Torreglia; weiterhin gehören Teile der folgenden Gemeinden zum Anbaugebiet: Abano Terme, Montegrotto Terme, Battaglia Terme, Due Carrare, Monselice, Baone, Este, Cinto Euganeo, Lozzo Atestino, Vò, Rovolon, Cervarese Santa Croce, Teolo und Selvazzano Dentro.
Im Jahr 2017 wurden 32.663 Hektoliter DOC-Wein erzeugt.

## Erzeugung
Folgende Weintypen werden innerhalb dieser Appellation erzeugt:
Verschnittweine (Cuvées):
- Colli Euganei Bianco (auch als Spumante): muss zu mindestens 30 % aus der Rebsorte Garganega bestehen. Mindestens 30 % Tai und/oder Sauvignon Blanc und 5–10 % Moscato Bianco und/oder Moscato Giallo müssen enthalten sein. Höchstens 30 % andere weiße Rebsorten dürfen (einzeln oder gemeinsam) zugesetzt werden.
- Colli Euganei Rosso (auch als „Riserva“): muss zu 40–80 % aus der Rebsorte Merlot bestehen. 20–60 % Cabernet Sauvignon und/oder Cabernet Franc und/oder Carménère müssen enthalten sein. Höchstens 10 % Raboso Piave und/oder Raboso Veronese dürfen zugesetzt werden.

Fast sortenreine Weine:
- Colli Euganei Moscato aus mindestens 90 % Moscato Bianco – auch als Spumante. Höchstens 10 % andere analoge Rebsorten, die für den Anbau in der Provinz Padua zugelassen sind, dürfen zugesetzt werden.
  - Folgende Weine müssen zu mindestens 85 % die genannte Rebsorte enthalten. Höchstens 15 % andere analoge Rebsorten, die für den Anbau in der Provinz Padua zugelassen sind, dürfen zugesetzt werden.
- Colli Euganei Serprino – auch als Frizzante und Spumante („Serprino“ ist die lokale Bezeichnung für die Rebsorte Glera)
- Colli Euganei Tai – in der Region wird die Rebsorte Friulano Tai genannt.
- Colli Euganei Sauvignon
- Colli Euganei Chardonnay
- Colli Euganei Manzoni Bianco
- Colli Euganei Pinello – Frizzante und Spumante aus der Rebsorte Pinella.
- Colli Euganei Merlot
- Colli Euganei Cabernet, kann aus den Rebsorten Cabernet Franc, Cabernet Sauvignon und/oder Carmenère (einzeln oder gemeinsam) bestehen.
- Colli Euganei Cabernet Sauvignon
- Colli Euganei Cabernet franc
- Colli Euganei Carmenère
- Colli Euganei Raboso, kann aus den Rebsorten Raboso Piave und/oder Raboso Veronese (einzeln oder gemeinsam) bestehen.